# Ashley Carty
Ashley Carty (Rotherham, 17 luglio 1995) è un giocatore di snooker inglese.
Svolge, inoltre, il ruolo di coach malgrado la giovane età.

## Carriera
Nel 2013 perde la finale del Campionato europeo Under-21 contro James Cahill per 6-0.
Ancor prima di diventare professionista Ashley Carty viene invitato a diversi tornei del Main Tour. Al Welsh Open 2015 l'inglese riesce addirittura a battere Michael Holt e Alfie Burden nei primi due turni, prima di essere sconfitto da Marco Fu nel terzo.

### Stagione 2018-2019
Carty diventa professionista nel maggio 2018 dopo aver vinto il terzo evento della Q School. All'esordio nella stagione 2018-2019, la sua prima tra i 128 professionisti, Carty si qualifica per il Riga Masters battendo 4-1 Harvey Chandler nel turno preliminare. L'inglese riesce anche a superare il primo turno eliminando Anthony McGill, ma viene battuto a sua volta da Graeme Dott nel secondo. Dopo aver mancato la qualifica al World Open e all'International Championship, l'inglese prende parte al China Championship e all'English Open dove esce al primo turno. Allo Scottish Open arriva al secondo turno, venendo eliminato da Yan Bingtao. Al Gibraltar Open Carty batte al frame decisivo per 4-3 Barry Hawkins nel primo turno, ma perde al secondo per mano di Andrew Higginson.

### Stagione 2019-2020
Dopo aver mancato la qualificazione per il Riga Masters, l'inglese prende parte all'International Championship uscendo al primo turno contro Xiao Guodong che lo batte 6-5. Dopo perso molti primi turni e aver perso nei turni preliminari per molte volte, Carty torna a vincere un match al primo turno del Welsh Open battendo per 4-3 Joe Perry. Allo Shoot-Out, dopo cinque anni dall'ultima volta, torna al terzo turno in un torneo.

## Ranking[10]
| Stagione  | Ranking iniziale | Ranking finale |
| --------- | ---------------- | -------------- |
| 2018-2019 | Non classificato | 108            |
| 2019-2020 | 81               |                |